# Duomo di Cittadella
La chiesa arcipretale dei santi Prosdocimo e Donato vescovi è il principale luogo di culto cattolico di Cittadella. È sede dell'omonimo vicariato nella diocesi di Padova.

## Storia
Il più antico luogo di culto del territorio di Cittadella è la pieve di San Donato, posta nell'omonima frazione a sud del centro storico (VI secolo).
Il primo duomo di Cittadella fu costruito nella prima metà del Duecento, in concomitanza con l'erezione della cinta muraria. Si trovava sullo stesso sito dell'attuale, ma aveva un aspetto decisamente differente: in stile romanico e a tre navate, era orientato in direzione est-ovest, mentre oggi rivolge la facciata a sud. Fu intitolato a san Prosdocimo, protovescovo e patrono della città madre, Padova.
Con lo sviluppo della città, San Donato perse gradualmente il ruolo di chiesa matrice e nel 1376 papa Gregorio XI ne trasferì titoli e giurisdizione al duomo che, da allora, è intitolato anche a san Donato.
Nel 1774 il Consiglio della città decise di abbattere la chiesa duecentesca, più volte rimaneggiata ma ormai cadente, per ricostruirla di dimensioni più ampie. I lavori iniziarono l'anno seguente e si protrassero fino al 1829. Nel 1818 il Cittadellese passò dalla diocesi di Vicenza a quella di Padova, in cambio dei territori di Marostica e Breganze.
Nel corso del Novecento la giurisdizione del duomo di Cittadella si è notevolmente ridotta con l'istituzione di nuove parrocchie all'esterno delle mura: Laghi (1927), Santa Maria (1949), Ca' Onorai (1955), Pozzetto (1978) e San Donato (1984).

## Descrizione

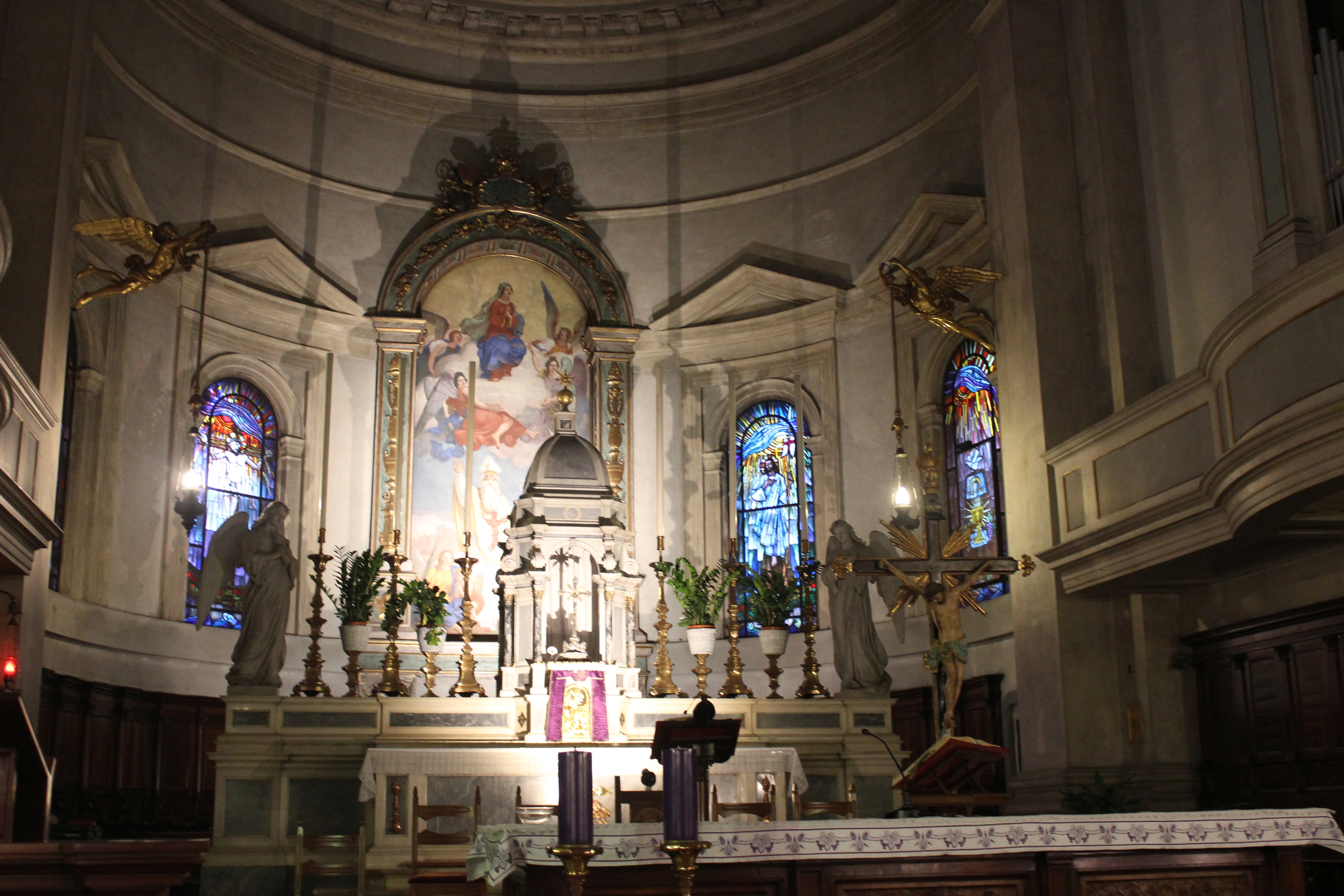
L'altare maggiore

La pianta del duomo attuale è opera di Domenico Cerato (lo stesso progettista del Prato della Valle a Padova), mentre l'edificio nel complesso è attribuito a Ottavio Bertotti e Carlo Barrera, che la portò a termine, infine la facciata con i bassorilievi fu realizzata da Giovanni Fusaro e porta nel fregio l'iscrizione DOMUS DEI ET PORTA COELI.
Tracce della chiesa duecentesca sussistono in quella che è oggi la cappella della Madonna di Lourdes, a destra dell'ingresso principale; si citano la suddivisione in tre navate, il pavimento ribassato e un antico fonte battesimale. Ma l'elemento di maggior pregio è un affresco tre-quattrocentesco di san Marco, ciò che rimane di una decorazione che raffigurava un evangelista su ciascuna delle quattro vele della volta.
Nella sagrestia è stata allestita una pinacoteca dove ha trovato posto il Compianto sul Cristo morto, pala firmata da Andrea da Murano (fine Quattrocento); commissionata dalla fraglia di San Bovo (ovvero la confraternita della Buona Morte), in origine ornava l'altare maggiore della chiesa di Santa Maria del Torresino. Nello stesso ambiente è esposta la Cena in Emmaus, tela cinquecentesca di Jacopo Bassano. Su uno degli altari minori si colloca la pala con la Madonna della cintola e i santi Rita, Giovanni Battista e Lorenzo, realizzata da Jacopo Apollonio, nipote e allievo del Bassano, ai primi del Seicento; proviene dal convento degli Agostiniani, soppresso all'inizio dell'Ottocento in epoca napoleonica.
Sul secondo altare di sinistra si trova la Beata Veronica Giuliani nell'atto di ricevere le stigmate, con tre angeli e i santi Antonio abate e Filippo Neri di Michele Fanoli (1832), mentre su un altro è collocata la Madonna col Bambino e i santi Pietro e Paolo di Sebastiano Santi (1820-26 ca.).